# Montredon-des-Corbières
Montredon-des-Corbières – miejscowość i gmina we Francji, w regionie Oksytania, w departamencie Aude.
Według danych na rok 1990 gminę zamieszkiwało 850 osób, a gęstość zaludnienia wynosiła 50 osób/km² (wśród 1545 gmin Langwedocji-Roussillon Montredon-des-Corbières plasuje się na 385. miejscu pod względem liczby ludności, natomiast pod względem powierzchni na miejscu 468.).